# Travelling without Moving
Travelling Without Moving, título del tercer álbum de estudio del grupo británico Jamiroquai. Es considerado como el que les abrió las puertas a nivel internacional, llegando a vender 11.5 millones de copias alrededor del mundo.
Este disco es un poco más variado, si de géneros musicales se habla, y también es el que más canciones incluye. Este disco trae el tema "Virtual Insanity" el cual se ha convertido en un éxito a nivel mundial, igual que el tema "Cosmic Girl", y otros como "Alright", "Travelling Without Moving","High Times" y "Everyday" también tuvieron mucha aceptación.
En 1997 el videoclip del sencillo "Virtual Insanity" se lleva variados premios en los MTV Video Music Awards.
Este disco suele ser el más apreciado entre los fanes, por la variedad de canciones que contiene. Un dato interesante es que ha sido el disco más vendido de la banda aunque no llegó a ser puesto número 1 en UK, ni tampoco ninguno de sus 5 sencillos. Según el libro de récord guiness es el álbum de funk más vendido en la historia de la música.
La banda obtuvo el premio Grammy en la categoría de "Mejor Interpretación Pop Dúo o Grupo" por el sencillo "Virtual Insanity" y la nominación en la categoría "Mejor Álbum Pop" en 1998.

## Lista de canciones
1. "Virtual Insanity" - 05:42
2. "Cosmic Girl" - 04:04
3. "Use the Force" - 04:00
4. "Everyday" - 04:28
5. "Alright" - 04:26
6. "High Times" - 05:58
7. "Drifting Along" - 04:06
8. "Didjerama" - 03:50
9. "Didjital Vibrations" - 05:50
10. "Travelling Without Moving" - 03:40
11. "You Are My Love" - 03:56
12. "Spend a Lifetime" - 04:14
13. "Do You Know Where You Are Coming From?" - 05:02
14. "Funktion" - 08:30